# Poeciliidae
Los poecílidos (Poeciliidae) son una familia de peces de agua dulce que retienen los huevos dentro del cuerpo. Pertenecen al orden de los ciprinodontiformes.
Se distribuyen por casi toda América desde el este de los Estados Unidos hasta el noreste de Argentina, también en África y Madagascar. Se ha publicado que habitan en aguas saladas de áreas costeras, pero solo una especie vive en aguas marinas verdaderas: Poeciliopsis latidens.

## Morfología
Aletas pectorales colocadas en la parte superior del cuerpo y aletas pélvicas colocadas anteriores; algunas especies con individuos totalmente femeninos, sus huevos son capaces de desarrollarse cuando son estimulados por el esperma de otra especie sin fertilización; generalmente menos de 18 cm de longitud máxima.

## Géneros
Se reconocen más de 40 géneros agrupados en tres subfamilias:

### SubfamiliaAplocheilichthyinaeMyers, 1928
40 especies distribuidos en los siguientes géneros.
- Aplocheilichthys
- Hylopanchax
- Lacustricola
- Platypanchax
- Poropanchax

### SubfamiliaPoeciliinaeBonaparte, 1831
271 especies distribuidos en los siguientes géneros. 
- Alfaro
- Belonesox
- Brachyrhaphis
- Carlhubbsia
- Cnesterodon
- Gambusia
- Girardinus
- Heterandria
- Heterophallus
- Limia
- Micropoecilia
- Neoheterandria
- Pamphorichthys
- Phallichthys
- Phalloceros
- Phalloptychus
- Phallotorynus
- Poecilia
- Poeciliopsis
- Priapella
- Priapichthys
- Pseudopoecilia
- Pseudoxiphophorus
- Quintana
- Scolichthys
- Tomeurus
- Xenodexia
- Xenophallus
- Xiphophorus

### SubfamiliaProcatopodinaeFowler, 1916
40 especies distribuidos en los siguientes géneros.
- Fluviphylax
- Hypsopanchax
- Lamprichthys
- Micropanchax
- Pantanodon
- Plataplochilus
- Procatopus
- Rhexipanchax